# Gásadalur
Gásadalur er en bygd, der ligger på vestsiden af øen Vágar på Færøerne og støder ud til Mykinesfjørður. Bygden er omsluttet af de højeste fjelde på Vágar. Mod nord Árnafjall 722 m og mod øst Eysturtindur 715 m. 
Den færøske grammatik bøjer stednavnet Gásadalur sådan: i dativ siger man í/úr Gásadali (i/fra Gåsedal), i genitiv til Gásadals (til Gåsedal).
Gásadalur har ikke sin egen kirke. Den tidligere skole fra 1916, benyttes i nutiden til kirkesal og forsamlingshus. Kirkegården blev anlagt i 1873. Indtil 1873 blev de døde båret over fjeldet og begravet i Bøur.
Før Atlantic Airways helikopterforbindelse og tunnellens tid, måtte man benytte vardevejen over det 400 m høje fjeld til Bøur. 
I 2004 åbnede den 1.700 meter lange tunnel Gásadalstunnilin fra Bøur til bygden. Tunnelen har kun én kørevej, men dette løses ved at de modkørende biler har vigepligt, og at det er mange mødepladser. Tunnelen har givet nye muligheder inden for landbruget og turisme. Bygdens markantal er det samme som i Bøur, men her er bare en lille del kongsjord, resten er privatejet kaldet odelsjord.

## Historie
Der siges at Gásadalur har sit navn fra en kvinde ved navn Gæsa, som ifølge sagnet var den som grundlagde bygden. Hun var en rig kvinde som boede i Kirkjubøur i det 12. århundrede. Hun ejede det halve af hovedøen Streymoy, men mistede alle sine ejendomme til kirken da det blev opdaget at hun havde spist kød i fasten. Efter dette flyttede hun til Gásadalur.En mere sandsynlig årsag til navnet er de mange grågæs som opholder sig i Gásadalur om sommeren.
Gásadalur er første gang nævnt i Hundebrevet fra slutningen af 1300-tallet men kan være ældre.
Nord for Gásadalur grundlagdes 1833 den lille bygd Vikar, i haugen (udmarken). De mange fugle i området medvirkede til, at der var rigeligt med græs til får og okser. Bygden var meget isoleret, og de sidste beboere forlod Vikar i 1910. Det sidste hus blev genopbygget i Gásadalur.
1940 blev en lang trappe bygget fra stranden og op til byen. Hejseværket gjorde det muligt i rolige vejrperioder at landsætte større brugsgenstande. Landingspladsen, der ligger 79 meter over havets overflade, er ikke beskyttet af moler. Hvis de lokale skulle på fiskeri, måtte de have båden stående i nærheden af Bøur.
Bygden har været i fare for at blive totalt affolket, da den før tunnellen var en af de mest isolerede færøske bygder og er nok den bygd, der indtil nu har bevaret mest fra det tidligere færøske bondeliv. 
Den 23. juni 2005 besøgte Kronprins Frederik og Kronprinsesse Mary Gásadalur. 

## Sagn
Ifølge overleveringen er en stor sten i Gásadalur beboet af dværge. En fattig tørveskærer kom engang forbi stenen, og hørte sære lyde fra den. Da han undersøgte sagen, så han dværge smede værktøj i en åbning i stenen. En af dværgene opdagede ham og råbte Næsvis var du, så fattig du er; dog skal du have denne kniv. Kniven, som dværgen derefter kastede ud til manden, var så skarp at den kunne skære igennem alt.
Et andet sagn fortæller, at bygdens navn har forbindelse med en kone fra Kirkjubøur, som hed Gæsa. Hun havde spist kød i fastetiden og dette var helligbrøde. Hun blev dømt til at miste hele sin ejendom, og da flyttede hun til denne dal på Vágoy, som fik navn efter hende. De andre sagn fra bygden drejer sig mest om huldrefolk.https://trap-faeroeerne.lex.dk/G%C3%A1sadalur_-_Bygd En anden, og mere sandsynlig forklaring på navnet siger, at det kommer sig af de vildgæs, som fra gammel tid har søgt til dalen om sommeren.
Et andet sagn fortæller, at et lille barn fra Gásadalur blev syg og måtte bæres over fjeldet for at komme til lægen i Bøur. Da barnets tilstand under vandringen forværredes, foretog præsten en nød-dåb, før barnet døde. Derefter viede han stenen ved kilden. 
Lidt senere kommer Risasporið („Kæmpesporet“), sagnet fortæller at der levede en Kæmpe i Gásadalur og en anden på Mykines. Da de en dag blev uvenner, ville ham fra Gásadalurklare sagen på Mykines. Han tog et kraftigt tilløb og sprang i et spring til Mykines. Hans afspring var så heftig, at aftrykket endnu kan ses.  

## Turisme
Gásadalsgarður (Gåsedalsgården) blev bygget i 2017 og er en familiedrevet virksomhed som består af bondegård, Café og Gæstehus.
Gásadalur et ikonisk færøsk landskab. Fjeldet rejser sig bag bygden, og foran falder vandet ud over klipperne og direkte ned i havet. Fra bygden er der udsigt over havet mod Mykines og Tindhólmur. En stejl trappe, der er hugget ind i klipperne fører ned til landingspladsen. 
Vandfaldet Múlafossur betragtes som en af Færøernes største attraktioner. Det stejle Múlafossur-vandfald får sit vand fra en lille bæk og er mere end 30 meter højt. Parkering er tilgængelig i nærheden.
Herfra kan man se vandfaldet, der falder mod havet. Ved havoverfladen er der grotter, som går ind under klipperne.      
Fra forsamlingshuset er der gode vandrestier ud til havet og hen til det stejle fjeld mod nord.
Fra Bøur siden kan man vandre ad den gamle vardesti, som posten indtil tunnellen blev bygget, benyttede to gange om ugen. Den 3,5 km lange vandretur varer cirka 2 1/2 time. Den første del af stien går langs med fjeldkanten, hvorfra man med lidt forsigtighed kan nyde udsigten til Sørvágsfjørður, Tindhólmur, Gáshólmur og Mykines. Ca. halvvejs kommer man forbi "Líkstein" ligstenen, hvor der i gammel tid var et hvilested for bærerne, når den døde blev båret over fjeldet for at blive stedt til hvile på kirkegården i Bøur. Lidt senere passeres kilden "Keldan vívd" (den indviede kilde). 
Nedstigningen til Gásadalur kan være vanskelig.  Tilbageturen kan gå ad den samme sti, eller man vælger at køre eller gå igennem tunnelen. (Tag en lygte med).

## Film
Filmen 1700 meter fra fremtiden gjorde Gásadalur og postruten dertil over fjeldet berømt. Det er en dokumentarfilm fra 1990 om et lille samfund på 16 voksne og en dreng på 9 år, der lever isoleret i bygden. Filmen giver et indblik i deres levevilkår og stedets sang og myter og fortæller om bygdens forventninger til en længe planlagt tunnel gennem fjeldet.

## Personer
Politikeren, læreren og forfatteren Mikkjal á Ryggi (1879-1956) var bosat i Gásadalur det meste af sit liv. Han var borgmester i Miðvágs kommuna 1915–1919, indvalgt i Lagtinget fra Vágar 1924–1928 og formand for Føroya Lærarafelag 1930–1933. Mikkjal á Ryggi er desuden kendt for sine mange salmer og skildringer af færøsk arbejdsliv. 

## Galleri
- Vardestien
- Tågen letter
- Gásadalur
- Gásadalur set fra vest
- Udsigt fra Gásadalur
- Hejseværket og trappen ned til havet
- Lufttørret fisk
- Den gamle skolepult i kirkesalen
- Mælketransport i bygden i gamle dage